# Вил Полтер
Вил Полтер (енгл. Will Poulter; 28. јануар 1993) британски је глумац најпознатији по улогама Лија Картера у комедији Рамбов син, Јустаса Скраба у филму Летописи Нарније - Путовање намерника зоре, Кенија Росмора у комедији Ми смо Милерови и Галија у филмској адаптацији дистопијског романа Лавиринт - Немогуће бекство и Лавиринт - Лек смрти. Године 2014. је освојио награду БАФТА за будућу звезду.